# جورج میدلمور
جورج میدلمور (انگلیسی: George Middlemore; ۱ ژانویهٔ ۱۸۰۰ – ۱۸ نوامبر ۱۸۵۰) افسر اهل پادشاهی متحد بریتانیای کبیر و ایرلند بود.